# Сэнтон, Проспер Филипп Катрин
Проспер Филипп Катрин Сэнто́н (фр. Prosper Philippe Catherine Sainton; 5 июня 1813, Тулуза — 17 октября 1890, Лондон) — французский скрипач.
Сын торговца. Учился в Парижской консерватории у Франсуа Абенека. Преподавал в Тулузской консерватории. В 1844 г. впервые выступил в Англии с оркестром под управлением Феликса Мендельсона. С 1845 г. постоянно жил в Англии, был профессором Королевской Академии музыки (где среди его учеников был Александр Маккензи) и первой скрипкой в оркестре Итальянской оперы под руководством Майкла Косты. В 1862 г. Сэнтон дирижировал оркестром при открытии Всемирной выставки в Лондоне. Женой Сэнтона с 1860 года была известная певица Шарлотта Долби.